# Goryphus taihorinensis
Goryphus taihorinensis är en stekelart som beskrevs av Tohru Uchida 1932. Goryphus taihorinensis ingår i släktet Goryphus och familjen brokparasitsteklar. Inga underarter finns listade i Catalogue of Life.